# Кристоф III фон Лихтенщайн
Кристоф III фон Лихтенщайн-Николсбург (на немски: Christoph III von Liechtenstein-Nikolsburg; † 1506) е благородниик от род Лихтенщайн, господар на Лихтенщайн-Николсбург в Долна Австрия, господар на Майдбург, Лунденбург, Хоенау, Улрихскирхен и Фелдсберг, имперски съветник.

## Произход
Той е вторият син на Георг IV фон Лихтенщайн († 1444) и съпругата му Хедвиг фон Потендорф († 1449/1457), дъщеря на Хартнайд фон Потендорф († 1426), маршал на Австрия, и Анна фон Пуххайм или Доротея фон Щархемберг († 1419). Брат е на Йохан V († 1473), Георг V фон Лихтенщайн-Николсбург († 1484) и Хайнрих VII фон Лихтенщайн († 1483), губернатор на Моравия, женен на 16 ноември 1473 г. за Агнес фон Щархемберг († 1501), дъщеря на Йохан IV фон Щархемберг (1412 – 1474) и Агнес Елизабет фон Хоенберг (1416 – 1494).

## Фамилия
Първи брак: пр. 1473 г. с неизвестна. Те имат децата:
- Волфганг I фон Лихтенщайн (1473 – 1520), женен 1498 г. за Геновева фон Шаунберг († 1519); имат 4 деца
- Леонхард (1482 – 1534), става лутеранец, женен за Катарина фон Чернахора-Босковиц; имат 2 сина
- Леонхард († сл. 1552)
- Регина († 14 януари 1496), омъжена за Мартин (Михаел) фон Полхайм († 2 юни 1498), син на Райнпрехт III фон Полхайм († 1466) и Елизабет фон Щархемберг († 1482)

Втори брак: през 1473 г. с Амалия фон Щархемберг (* 1471; † 1502), дъщеря на Йохан IV фон Щархемберг (1412 – 1474) и Агнес Елизабет фон Хоенберг (1416 – 1494). Бракът е бездетен.